# Ludia sopponis
Ludia sopponis är en fjärilsart som beskrevs av Embrik Strand 1914. Ludia sopponis ingår i släktet Ludia och familjen påfågelsspinnare. Inga underarter finns listade i Catalogue of Life.